# Emma Goldman
Emma Goldman, född 27 juni 1869 i Kovno i nuvarande Litauen, död 14 maj 1940 i Toronto, var en rysk-amerikansk anarkist. 
Goldman skrev sex böcker och hundratals pamfletter och artiklar. Därutöver har många av den stora mängd tal hon höll under sin levnad publicerats, liksom delar av hennes omfattande brevkorrespondens under exilåren. Hon betraktades av sina anhängare som en fritänkande "rebellkvinna", och av sina kritiker som en förespråkare för politiskt våld och blodig revolution.
Emma Goldmans familj var ortodoxt judisk. Goldman hade ett turbulent förhållande till sin far. Även om hon gick i skola i Königsberg vägrade han att låta henne fortsätta sin utbildning när familjen flyttade till Sankt Petersburg. Hon fortsatte att läsa flitigt på egen hand och utbildade sig själv om dåtidens politik. Tillsammans med sin syster Helena flyttade hon vid 16 års ålder till Rochester i delstaten New York i USA. Hon gifte sig 1887 men skilde sig strax därefter och flyttade till New York. Hon drogs till anarkismen efter Haymarketmassakern, och tränades i att hålla offentliga tal av Johann Most, varefter hon blev en välkänd föreläsare som lockade stora åhörarskaror. Vid den tiden inledde hon också ett förhållande med Alexander Berkman, som skulle komma att bli hennes närmaste vän och kamrat livet ut. De planerade tillsammans att mörda Henry Clay Frick som en handlingens propaganda. Frick överlevde och Berkman dömdes till 22 års fängelse. Goldman fängslades själv ett antal gånger under de efterföljande åren för "anstiftan till upplopp" och illegal utdelning av information om födelsekontroll. Hon gav också ut en anarkistisk tidning vid namnet Mother Earth.
År 1917 dömdes Goldman och Berkman till två års fängelse för att ha försökt "förmå personer att inte registrera sig" till den nyutfärdade inkallelsen till militärtjänst. Efter att de släppts från fängelset arresterades de båda – tillsammans med hundratals andra – och deporterades till Ryssland. Goldman var inledningsvis positivt inställd till bolsjevikernas revolution, men vände snart och kritiserade det förekommande våldet och undertryckandet av kritiska röster. Hon skrev en bok om sina erfarenheter, My Disillusionment in Russia, som utkom 1923. En senare, kompletterad version utkom på svenska 1924, med titeln "Mina två år i Ryssland" (Bonniers). Samtidigt som hon flyttade runt mellan olika länder – England, Kanada och Frankrike – skrev hon en självbiografi vid namn Living My Life, och flyttade därefter till Spanien för att delta i inbördeskriget. Hon dog i Toronto 1940.
Goldman spelade en avgörande roll i utvecklandet av den anarkistiska samhällsfilosofin i USA och Europa under första hälften av 1900-talet. Även om hon förhöll sig likgiltig till feminismens strävan efter kvinnlig rösträtt, utvecklade hon nya sätt att införliva könspolitik i anarkismen. Hon talade och skrev om en rad frågor, som fängelsestraff, ateism, yttrandefrihet, militarism, kapitalism, äktenskap och fri kärlek. 
När Goldman återupptäcktes av den nya vänsterrörelsen och feminister på 1960- och 70-talet var hennes ifrågasättande inställning till kvinnlig rösträtt nedtonad, liksom hennes frikostiga syn på våldsanvändning. Det var främst hennes absoluta övertygelse om individens rätt till frihet och självbestämmande – socialt och politiskt, men inte minst i sexuellt hänseende – som vann genomslag.

## Biografi

### Familj

Emma Goldman föddes i Kovno i dåvarande Ryska imperiet. Idag heter staden Kaunas och ligger i Litauen.

Emma Goldmans ortodoxt judiska familj bodde i Kovno i det ryska guvernementet med samma namn, vilket idag är beläget i det självständiga Litauen. Goldmans mor Taube hade varit gift tidigare med en man som hon fick två döttrar med – Helena 1860 och Lena 1862. Då hennes första man dog av tuberkulos bröt Taube ihop. Goldman skrev vid ett senare tillfälle: "Om hon hade någon kärlek så dog den med den unga man som hon gift sig med vid femton års ålder."
Taubes andra äktenskap arrangerades av hennes familj och var, som Goldman uttryckte det, "felmatchat från början". Hennes andra man, Abraham Goldman, investerade Taubes arv i affärsverksamhet som snart visade sig vara helt misslyckad. De efterföljande svårigheterna kombinerat med den känslomässiga distansen mellan man och fru gjorde hushållet till en spänd plats för barnen. När Taube blev gravid hoppades Abraham desperat på en pojke eftersom han ansåg att ännu en dotter skulle vara ett tecken på misslyckande. De fick så småningom tre söner, men deras första gemensamma barn var en flicka, Emma, född 27 juni 1869. Fadern använde våld för att straffa barnen, och slog dem när de var olydiga. Piskan använde han endast på Emma – den mest rebelliska. Modern gav ynka tröst och protesterade sällan mot Abrahams bestraffningar.
Goldmans förhållande till sina systrar Lena och Helena var väldigt olika. Helena, den äldsta, gav den tröst som modern inte tillhandahöll. Hon gav Goldmans barndom den ”lycka som den nu hade”. Lena var å andra sidan distanserad och föga frikostig. De tre systrarna fick senare sällskap av bröderna Louis (1870), Herman (1872) och Moishe (1879).

### Uppväxt
När Goldman var ung flicka flyttade hennes familj till byn Papilė, där hennes far drev ett värdshus. Medan hennes systrar arbetade blev hon själv vän med en servitris vid namn Petrushka, som framkallade hennes "första erotiska förnimmelser". Vid ett senare tillfälle i Papile bevittnade hon hur en bonde piskades med en knutpiska på gatan. Denna händelse traumatiserade henne och bidrog till hennes senare livslånga motvilja inför våldsamma auktoriteter.
Vid sju års ålder skickades Emma att bo med sin mormor i Königsberg, där hon började i en judisk folkskola. Kort därpå följde hennes mor och småbröderna efter. Fadern hade fått ett arbete i en släktings manufakturvarubutik i Sankt Petersburg. En av Emmas lärare straffade eleverna – Emma i synnerhet – genom att slå på deras händer med en linjal. En annan lärare försökte antasta sina kvinnliga elever och avskedades då Goldman slog tillbaka. Hon fann emellertid en sympatisk mentor i sin tyskalärare, som lånade henne böcker och till och med tog med henne på opera. Goldman var en flitig student och tog examen som krävdes för att studera vidare på gymnasium, men hennes religionslärare vägrade att skriva ut intyg om gott beteende, så hon kunde inte läsa vidare.
Familjen återförenades 1882 i gettot i Sankt Petersburg, där hennes far hade förlorat sitt arbete och dragit igång den ena misslyckade affärsverksamheten efter den andra. Deras fattigdom tvingade barnen att arbeta och Goldman tog en rad jobb, bland annat i en korsettbutik. Goldman bönföll sin far att låta henne återuppta sin skolgång, men utan framgång.
Goldman utvecklade ett intresse för sin politiska omgivning och inledde självstudier i ämnet, i synnerhet de ryska nihilisterna, som låg bakom mordet på tsar Alexander II. Politiken intresserade Goldman, även om hon inte förstod den fullt ut vid den tidpunkten. Hon fann emellertid en förebild när hon läste Nikolaj Tjernysjevskijs roman Vad bör göras? (1863), i protagonisten Vera som antar en nihilistisk filosofi och flyr från sin repressiva familj för att leva fritt och organisera ett sykooperativ. Boken fängslade Goldman och kom att bli en betydelsefull inspirationskälla för resten av hennes liv.
Hennes far fortsatte att tala om en huslig framtid för henne, och försökte gifta bort henne vid femton års ålder. De grälade ständigt i frågan: han klagade på att hon höll på att bli en "lössläppt" kvinna, och hon insisterade på att hennes framtida äktenskap endast skulle baseras på kärlek. Hon tvingades ofta avvisa ryska officerare och andra ovälkomna män i korsettbutiken. En särskilt påträngande friare tog med henne till ett hotellrum och tog, vad Goldman kallade, "våldsam kontakt". Två av hennes livstecknare kallar det våldtäkt. Upplevelsen bedövade henne; hon "chockades över upptäckten om hur brutal och smärtsam kontakten mellan man och kvinna kunde vara". Mötet skulle komma att göra sig påmint vid alla hennes framtida kontakter med män.

### Utvandring och giftermål
När Emma var i elvaårsåldern hade hennes äldre syster Lena emigrerat till USA. År 1885 började hennes andra syster Helena göra upp planer på att följa hennes exempel. Goldman ville göra henne sällskap, men fadern förbjöd det. Trots att Helena erbjöd sig att betala för dem båda bjöd fadern hårdnackat motstånd. Emma Goldman hotade i desperation att hoppa i floden Neva om hon inte fick följa med. Till slut gick fadern med på att hon reste, och den 29 december 1885 anlände Helena och Emma till Castle Garden i New York. De flyttade till hemmet i Rochester som Lena hade skaffat tillsammans med sin man Samuel. Den övriga familjen förenade sig med dem ett år senare, för att rädda sig undan den tilltagande antisemitismen i St. Petersburg. Goldman började arbeta som sömmerska och sydde överrockar över tio timmar om dagen. Hon tjänade två och en halv dollar i veckan. Efter att hon nekats en löneförhöjning sade hon upp sig och började arbeta vid en mindre butik i närheten.
På sitt nya arbete träffade Goldman medarbetaren Jacob Kershner, en naturaliserad judisk immigrant, som delade hennes kärlek för litteratur, dans och resor, såväl som hennes frustration över industriarbetets monotoni. De gifte sig efter fyra månader, i februari 1887. I och med giftermålet erhöll Goldman automatiskt amerikanskt medborgarskap. Så snart Kershner flyttade in hos Goldmans familj började deras förhållande knaka i fogarna. Under bröllopsnatten upptäckte hon att han var impotent; de blev allt mer känslomässigt och fysiskt distanserade. Efter ett tag började han bli svartsjuk och misstänksam. Hon blev å andra sidan allt mer engagerad inom det politiska tumultet kring henne – särskilt efter Haymarketmassakern i Chicago 1886 och den anarkistiska filosofins antiauktoritarism. Paret skiljde sig efter mindre än ett år. Han bad henne komma tillbaka och hotade med att förgifta sig själv om hon inte gjorde det. De återförenades, men hon lämnade honom på nytt efter endast tre månader. Hennes föräldrar ansåg att hon betedde sig "lösaktigt" och vägrade att låta henne bo kvar hemma. Med symaskinen i ena handen och en väska med fem dollar i den andra lämnade hon Rochester och begav sig söderut mot New York.

### Most och Berkman
| Alexander Berkman och Emma Goldman, båda på bilder tagna 1892. |  | Alexander Berkman och Emma Goldman, båda på bilder tagna 1892. |
| Alexander Berkman och Emma Goldman, båda på bilder tagna 1892. |  |                                                                |

Under sin första dag i den nya staden träffade Goldman två män som skulle komma att förändra hennes liv. Hon presenterades på Sach's Café, en samlingsplats för radikaler, för Alexander Berkman, en lokal anarkist som erbjöd henne att hålla ett offentligt tal samma kväll. De gick tillsammans för att höra på Johann Most, redaktör för den radikala tidskriften Die Freiheit och förespråkare av "handlingens propaganda" – användningen av våld för att sporra till förändring. Hon imponerades av hans glödande oration, och han tog henne under sina vingar och tränade henne i konsten att hålla offentliga tal. Han uppmuntrade henne och sade till henne att hon "ska ta min plats när jag är borta". Ett av hennes första tal för "Saken" hölls i Rochester. Efter att ha övertalat Helena om att inte berätta för föräldrarna om talet, kände sig Goldman helt tom i huvudet när hon väl var på talarpodiet.
| ”                                                           | Då hände något egendomligt. Som i blixtbelysning såg jag det: allt som hänt under mina tre år i Rochester – slitet och förödmjukelsen på Garsons fabrik, mitt misslyckade äktenskap, justitiemorden i Chicago. [...] Jag började tala. Ord som jag aldrig hört mig yttra förr forsade fram, fortare och fortare. Med lidelsefull intensitet skildrade jag de heroiska männen i galgen [...] Publiken och själva samlingssalen hade försvunnit; jag var bara medveten om mina egna ord, min extatiska sång. | „ |
| – Goldman, ur Living my Life, översatt av Suzanne Almqvist. | |   |

Hänförd av upplevelsen började Goldman förfina sin talekonst under sitt efterföljande engagemang. Hon fann emellertid snart att hon började gräla med Most över sin egen självständighet. Efter ett tal i Cleveland kände hon sig som en "papegoja som repeterade Mosts åsikter" och beslutade sig för att uttrycka sig på sitt eget sätt på scenen. Efter hennes återkomst till New York var Most rasande på henne och sade: "Den som inte är med mig är emot mig!" Hon lämnade Die Freiheit och anslöt sig till en annan tidskrift, Die Autonomie.
Under samma tid hade hon inlett sin vänskap med Berkman, som hon ömsint kallade Sasha. De två blev snart ett par och flyttade in i en kommunal lägenhet tillsammans med hans kusin Modest "Fedya" Stein och Goldmans väninna, Helen Minkin. Även om deras förhållande var problematiskt på flera sätt så skulle Goldman och Berkman komma att ha ett starkt band till varandra under flera decennier, förenade av sina anarkistiska principer och hängivelse för personlig jämlikhet.

### Homestead-konflikten

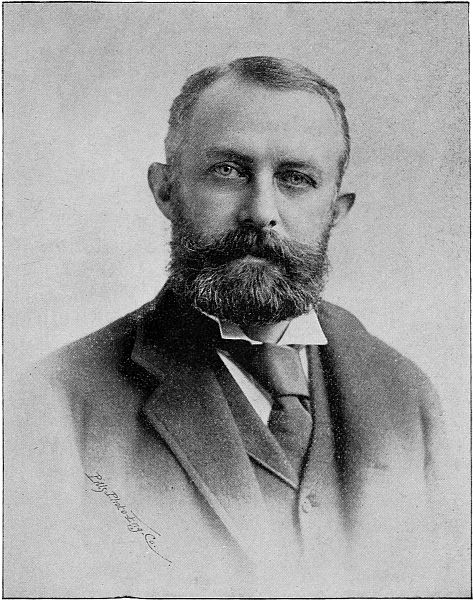
Henry Clay Frick cirka 1893.

En möjlighet för Goldman och Berkman att demonstrera det som Johann Most kallade "handlingens propaganda" yppade sig på sommaren 1892. I juni blev stålverket i Homestead utanför Pittsburgh i Pennsylvania föremål för nationell uppmärksamhet då förhandlingarna mellan Carnegie Steel Company och Amalgamated Association of Iron and Steel Workers (AA) bröt samman. Fabrikens direktör var Henry Clay Frick, en bitter motståndare till fackföreningen. Då ett sista förhandlingsförsök misslyckades i slutet av juni svarade Frick med att utestänga de anställda från arbetsplatsen. Arbetarna inledde omedelbart en strejk. Strejkbrytare kallades in och ledningen anlitade vakter från säkerhetsföretaget Pinkerton National Detective Agency för deras beskydd. Den 6 juli utbröt våldsamheter mellan 300 vakter och en folkmassa bestående av beväpnade arbetare. Under den tolv timmar långa eldstriden dog sju vakter och nio strejkande arbetare.
Redan i ett tidigt stadium i konflikten hade Goldman, Berkman och Fedya beslutat att bryta upp från sin relativt stillsamma tillvaro i Worcester, Massachusetts där de skaffat en bostad och livnärde sig på hemsömnad och som innehavare av en glassbar. Nu skulle de återvända till New York och låta trycka upp ett manifest som skulle sporra arbetarna. När nyheten om våldsyttringarna på flodbanken i Homestead nådde dem växte insikten att ord inte skulle vara nog denna gång. Det stora flertalet av landets nyhetstidningar uttryckte sitt stöd för de strejkande och kritiken mot Frick var massiv även i konservativa media. Goldman och Berkman fattade beslutet att döda Frick, en handling som de hoppades skulle inspirera arbetarna till revolt mot det kapitalistiska systemet och få fienden att inse att Amerikas proletariat hade sina hämnare. Berkman slog fast att han var den som skulle utföra mordet. Han beordrade Goldman att hålla sig borta så att hon kunde förklara hans motiv efter att han sänts till fängelse. Han skulle ansvara för handlingen; hon för ordet.
Projektet blev mer kostsamt och komplicerat än de föreställt sig. Berkman misslyckades med att tillverka en bomb, och gav sig iväg till Pittsburgh för att köpa ett handeldvapen. Emma Goldman gjorde ett tafatt försök att prostituera sig för att finansiera attentatet – inspirerad av Sonjas självuppoffring i Brott och straff. Hon räddades från skammen av sin första kund, som krasst konstaterade att hon inte ägde det rätta sinnelaget för sysslan och skickade iväg henne med några uppmuntrande ord och en allmosa.
Berkman anlände till Homestead den 23 juli och tog sig in till Fricks kontor med en dold pistol. Han avlossade tre skott varav två träffade Frick i halsen. Innan han övermannades helt av Fricks assistent och en grupp arbetare knivhögg han honom också flera gånger i benen. Berkman dömdes senare till 22 års fängelse för attentatet, av vilka han avtjänade fjorton. Trots svåra skador hade Frick överlevt och dådet hade misslyckats med att sporra massorna till aktion – både arbetare och anarkister fördömde Berkmans handling. Också Johann Most var kritisk; i Freiheit avfärdade han attacken som något som bara var ägnat att skapa sympati för Frick. Det misslyckade mordförsöket utlöste en hetsjakt på oliktänkande i allmänhet och anarkister i synnerhet, och skapade oenighet inom arbetarrörelsen om vilken väg framåt som var den rätta för att nå resultat. Polisen var övertygad om Goldmans medskuld, men fann ingenting som band henne till brottet när de gjorde ett tillslag mot hennes lägenhet. Däremot pressade de hennes hyresvärd att vräka henne. För Goldman blev "Sashas" frånvaro från hennes liv tung att bära, och hon plågades av dåligt samvete över att hon hade sin frihet. Att hitta en ny bostad blev problematiskt. Emma Goldman var allmänt känd nu, och alla hyresvärdar ville undvika eventuella problem. Till slut fann hon en liten lya i ett rumshotell som fungerade som bordell, där hon kunde tjäna litet pengar på sömnadsarbeten för kvinnorna som var verksamma där.

### Första fängelsedomen

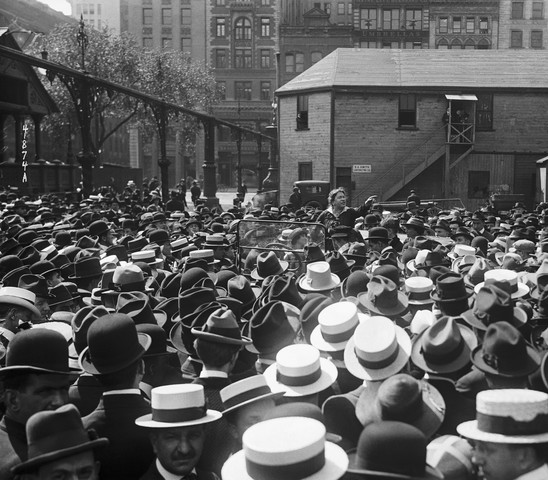
Goldman (här vid Union Square i New York 1916) uppmanade arbetslösa arbetare att vidta direkt aktion istället för att förbli beroende av regeringens stöd

Den ekonomiska kraschen 1893 var en av USA:s värsta ekonomiska kriser någonsin. I slutet av året hade arbetslösheten stigit till över 20 procent, och hungerdemonstrationer ledde ibland till upplopp. Goldman började hålla tal för de frustrerade männen och kvinnorna i New York. Hon åtföljdes nu ständigt av pressfolk, och var flitigt förekommande i tidningarnas nyhetsrapportering; vanligen i fördömande ordalag. Användningen av epitetet "Queen of the Anarchists" var utbredd och det fick snart sällskap av "Red Emma". I ett tal den 21 augusti inför 3 000 samlade åhörare vid Union Square gav Emma Goldman arbetslösa arbetare rådet att vidta direkt aktion. Exakt vad hon sade är oklart: säkerhetspolisen hävdade att hon uppmanade publiken att "ta allting […] med våld", medan Goldman själv senare återgav sitt tal: "...demonstrera framför de rikas palats: begär arbete. Om de inte ger er arbete, så begär bröd. Om de nekar er bådadera, så tag bröd." Senare i rätten gav agenten Charles Jacobs ytterligare en annan version av hennes tal.
En vecka senare anhölls Emma Goldman i Philadelphia och eskorterades till New York för att ställas inför rätta, åtalad för "anstiftan till upplopp". Jacobs erbjöd under tågresan att lägga ned anklagelserna mot henne i utbyte mot information om andra radikaler i området. Goldman svarade med att hälla ut ett glas isvatten i hans ansikte. I häktet besöktes Emma Goldman av Nellie Bly, en journalist för New York World. Under deras två timmar långa samtal tillfrågades Goldman bland annat om sin syn på mord som medel i kampen. Hon undvek helt att nämna Berkman och Frick, och gav ett kort och svepande svar om klasskrig, och hur hon var helt nöjd med att agitera och undervisa. Bly skrev en smickrande artikel om kvinnan, som hon beskrev som en "modern Jeanne d'Arc". Den positiva artikeln till trots övertygades juryn av Jacobs vittnesmål och skrämdes av Goldmans politik. Åklagaren förhörde Goldman om hennes anarkism och ateism; domaren talade om henne som en "farlig kvinna". Emma Goldman dömdes till ett års fängelse på Blackwell's Islands fångvårdsanstalt där hon började avtjäna sitt straff den 18 oktober 1893.
I december togs Goldman in på fängelsets sjukavdelning för ett skov av reumatism. Där lärde hon känna den gästande doktorn som gav henne chansen att biträda honom med patientomvårdnad och medicinutdelning. Vid några tillfällen fick hon assistera honom under kirurgiska ingrepp. Fängelsetiden innebar också en möjlighet för Goldman att förkovra sig i engelska språket. I de kretsar hon normalt umgicks, och i stor utsträckning även den publik hon talade inför, hade hon klarat sig långt på ryska, tyska och jiddisch. Hon läste dussintals böcker, bland annat verk av de amerikanska aktivistförfattarna Ralph Waldo Emerson och Henry David Thoreau; romanförfattaren Nathaniel Hawthorne; poeten Walt Whitman och filosofen John Stuart Mill. När Goldman frigavs efter tio månader hölls ett massmöte på Thalia Theater för att hylla henne. Bland talarna fanns Voltairine de Cleyre, som även hade besökt Goldman i fängelset. Det var också tänkt att Johann Most skulle hyllningstala, trots deras frostiga relation. Han infann sig, men fick kalla fötter och framträdde aldrig. Emma Goldman valde att se tiden i fängelset som en viktig erfarenhet och ett test av styrkan i sitt engagemang för Saken. Hon skrev i sin självbiografi att "myndigheterna kunde inte ha gjort mig en större tjänst än att skicka mig till Blackwell's Island".
Redan i december 1892 hade Goldman träffat och förälskat sig i den österrikiske anarkisten Edward Brady. Nu flyttade hon ihop med honom i en fyrarummare på Manhattans Lower East Side. Uppmuntrad av Brady reste Emma Goldman till Europa i augusti 1895. Resan hade två syften: dels ville hon genomföra en föreläsningsturné i Storbritannien, dels avsåg hon att bygga vidare på de färdigheter hon tillägnat sig under fängelsevistelsen med studier i obstetrik och sjukvård vid Allgemeines Krankenhaus i Wien. Hon träffade berömda anarkister som Errico Malatesta, Louise Michel och Pjotr Kropotkin och i Wien erhöll hon sina två diplom varpå hon återvände till USA i april 1896. Hon fick direkt användning för sina nyförvärvade kunskaper. Hon växlade mellan att föreläsa och arbeta med förlossningar, och genomförde den första landsomfattande föreläsningsturnén av en anarkist. Efter en brytning med Brady återvände Goldman till Europa i november 1899, där hon träffade anarkisten Hippolyte Havel, som hon inledde ett förhållande med. De reste tillsammans till Frankrike och hjälpte till att organisera den Internationella anarkistkongressen utanför Paris.

### I förhör om presidentmord

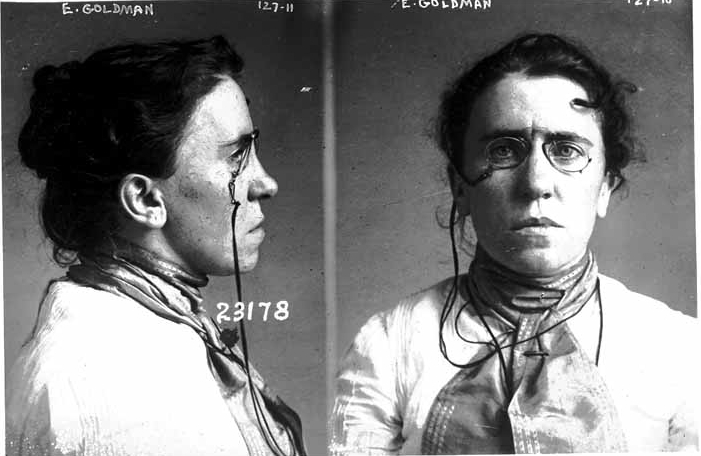
Bild på Goldman tagen i samband med gripandet 1901.

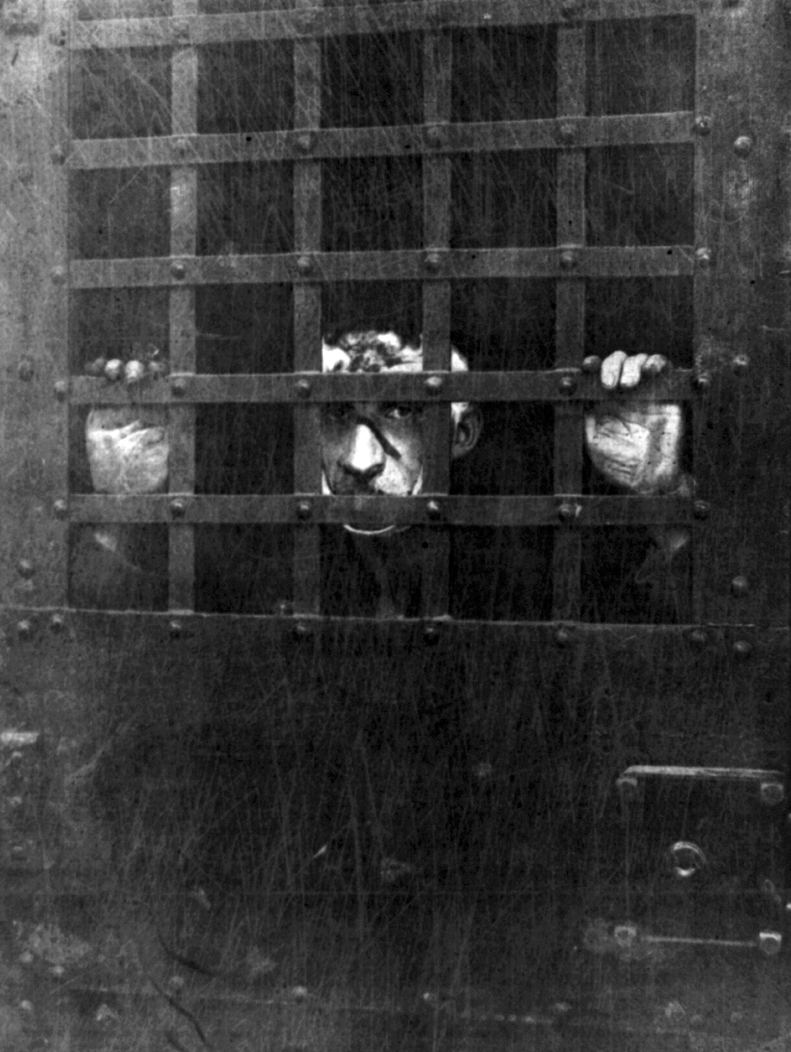
Första bilden på Leon Czolgosz efter att han gripits för mordet på USA:s president William McKinley.

Den 6 september 1901 sköt dagsverkaren Leon Czolgosz USA:s president William McKinley med två skott vid ett framträdande i Buffalo, New York. McKinley dog åtta dagar senare. Czolgosz greps och förhördes dygnet runt. Czolgosz uppgav sig vara anarkist och medgav att han betraktade Emma Goldman som en ledstjärna och inspiratör och att han hade haft kontakt med henne ett par gånger. Mordutredningen slog på ett tidigt stadium fast att Goldman förmodligen var hjärnan bakom dådet. Polisen spårade upp henne i hennes hem i Chicago, som hon delade med Hippolyte Havel och Abe och Mary Isaak, ett anarkistiskt par. Alla fyra greps och ytterligare ett tiotal anarkister togs in till förhör.
Leon Czolgosz hade tidigare misslyckats i sina försök att närma sig Goldman och hennes närmaste krets. Under en föreläsning i Cleveland i maj 1901 hade han befunnit sig i publiken när Goldman bland annat framhöll att "jag tillråder inte våldsaktioner och mord, men när så sker är mannen som utdelar stöten en hjälte – han har utfört det som andra förtryckta saknat modet till". I en paus hade Czolgosz gått fram till Goldman och efterfrågat åsikter om läsmaterialet i bokståndet invid talarpodiet och Goldman valde ut några böcker åt honom. I juli 1901 dök han upp vid paret Isaaks hus och berättade för Goldman att han lämnat Cleveland och ville komma i kontakt med anarkister i Chicago. Hon föreställde honom för sin vänskapskrets. Emma Goldman fann honom behaglig och beskrev senare mannen som presenterat sig som Fred Nieman som "en ung gosse med slående anletsdrag och gyllene lockar". Hennes vänner förhöll sig däremot distanserade och antog att han var infiltratör. När rapporter från Cleveland upplyste om Niemans benägenhet att ställa underliga frågor och ständigt ta upp olika attentatsförsök, fann Abe Isaak det för gott att införa en notis i Free Society som varnade kamraterna för "ännu en spion".
Trots att Czolgosz ihärdigt förnekade att Goldman var inblandad i dådet höll polisen henne frihetsberövad och utsatte henne för vad hon kallade "tredje graden". Hon förklarade den skepticism som riktats mot honom och det stod klart att hon inte haft någon betydande kontakt med Czolgosz. Man fann inga bevis som kopplade Goldman till attacken och hon släpptes två veckor efter gripandet, den 24 september, samma dag som Czolgosz fälldes för mordet på McKinley och dömdes till döden. Czolgosz avrättades i elektriska stolen den 29 oktober 1901 i Auburn Prison.
Under hela tiden som hon satt i polisens förvar vägrade Goldman hårdnackat att fördöma Czolgosz dåd, vilket hon i stort sett var ensam om. Vänner och anhängare – inklusive Berkman – uppmanade henne att höra upp med sitt stöd. Men Goldman försvarade Czolgosz som en "skör varelse" och klagade på andra anarkister som övergivit honom. Samtidigt beskyllde många nyhetstidningar hela den anarkistiska rörelsen för attentatet. Presidentmordet bidrog starkt till att befästa klichébilden av anarkisten som liktydig med terrorist. I sitt första tal inför kongressen slog McKinleys efterträdare Theodore Roosevelt fast att han betraktade anarkism som ett brott mot mänskligheten och att "...de och sådana som dem bör hållas utanför detta land; och om de påträffas här bör de omedelbart deporteras till det land varifrån de kom".

### Mother Earthoch Berkmans frisläppning
Efter Czolgoszs avrättning drog sig Goldman tillbaka från världen. Föraktad av sina anarkistiska kamrater, utmålad som brottsling av pressen och separerad från sin kära drog hon sig tillbaka till anonymitet och sjukvården. "Det var bittert och svårt att konfronteras med livet på nytt", skrev hon senare. Med hjälp av pseudonymen E. G. Smith försvann hon från det offentliga livet och tog en rad privata sjukvårdsarbeten. Då USA:s kongress klubbade igenom Anarchist Exclusion Act uppstod en ny våg av aktivism för att motarbeta lagen, vilket återförde Goldman till rörelsen. En koalition av personer och organisationer på den politiska vänsterkanten motsatte sig lagen med anklagelsen att den kränkte yttrandefriheten; Goldman hade återigen landets uppmärksamhet.
När den skotske anarkisten John Turner nekades inträde i landet hjälpte Goldman till att organisera en grupp som kallade sig Free Speech League. De fick hjälp av Clarence Darrow och Edgar Lee Masters, som tog upp Turners fall i USA:s högsta domstol. Även om Turner och Free Speech League förlorade i domstolen, så såg Goldman det som en propagandaseger. Hon hade återupptagit sin anarkistiska aktivism, men den började ta ut sin rätt: "Jag har aldrig känt mig mer nedtyngd", skrev hon till Berkman. "Jag är rädd att jag är för alltid dömd att förbli offentlig egendom och att mitt liv kommer att slitas ut genom omhändertagandet av andras liv."
År 1906 bestämde sig Goldman för att grunda en egen tidskrift, "en plats där unga idealister kan uttrycka sig konstnärligt och intellektuellt". Mother Earth drevs av en rad radikala aktivister, inklusive Hippolyte Havel, Max Baginski och Leonard Abbott. Förutom att publicera redaktörernas och andra anarkisters originalverk så återutgav Mother Earth utvalda verk från en rad skribenter. Dessa inkluderade den franske filosofen Pierre-Joseph Proudhon, den ryske anarkisten Pjotr Kropotkin, den tyske filosofen Friedrich Nietzsche och den brittiska författaren Mary Wollstonecraft. Goldman skrev regelbundet om anarkism, politik, arbetsrätt, ateism, sexualitet och feminism.
Den 18 maj samma år släpptes Alexander Berkman från fängelset. Med en bukett rosor träffade han henne och hon fann sig själv "gripen av fasa och ömkan" när hon såg hans utmärglade och bleka figur. Ingen av dem kunde prata; de återvände till hennes hem i tystnad. Under de efterföljande veckorna kämpade han med att återanpassa sig till livet utanför fängelset; en föreläsningsturné misslyckades helt och i Cleveland köpte han en revolver för att skjuta sig själv. Han återvände till New York, där han fick reda på att Goldman blivit gripen tillsammans med en grupp aktivister som hade träffats för att diskutera Leon Czolgosz. Efter att ha hört talas om denna kränkning av mötesfriheten förklarade han "Min återuppståndelse har kommit!" och började arbeta för deras frisläppning.
Berkman tog över rodret för Mother Earth år 1907, medan Goldman turnerade runt landet för att samla in pengar för dess fortlevnad. Att vara redaktör för tidningen var en uppiggande erfarenhet för Berkman, men hans förhållande till Goldman försvagades och han hade en affär med en femtonårig anarkist vid namn Becky Edelsohn. Goldman led av hans avvisande, men såg det som en konsekvens av fängelsetiden. Senare samma år representerade hon USA på "Internationella anarkistkongressen i Amsterdam". Där samlades anarkister och syndikalister från hela världen för att försöka minska spänningen mellan de två ideologierna, men ingen slutgiltig överenskommelse nåddes. Goldman återvände till USA och fortsatte att hålla sina tal inför stora församlingar.

### Reitman, essäer, och familjeplanering

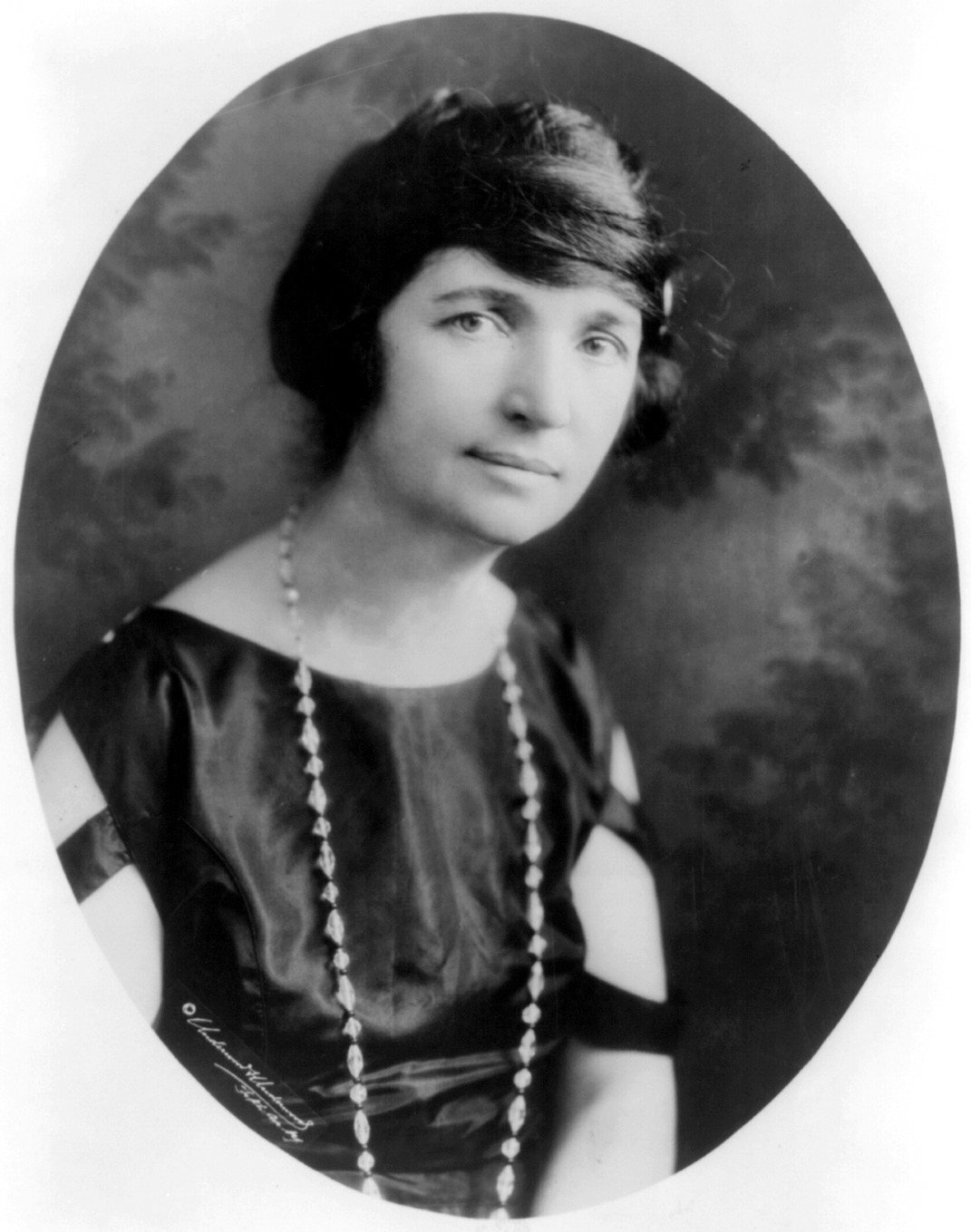
Goldman anslöt sig till Margaret Sanger i arbetet för kvinnors tillgång till familjeplanering; båda kvinnorna arresterades för att ha brutit mot Comstocklagarna

Under de nästföljande tio åren reste Goldman oavbrutet runt i hela landet, föreläste och agiterade för anarkismen. De koalitioner som hade bildats i samband med lagen Anarchist Exclusion Act hade lärt henne uppskatta värdet av att försöka nå även människor med andra politiska uppfattningar, och när USA:s justitiedepartement sände ut spioner för att observera, rapporterade de att mötena var "överfulla". Skribenter, journalister, konstnärer, domare och arbetare från hela spektrumet talade om hennes "magnetiska kraft", hennes "övertygande närvaro", hennes "kraft, vältalighet och glöd".
Under våren 1908 träffade hon Ben Reitman, den så kallade "luffardoktorn", som hon blev förälskad i. Reitman hade vuxit upp Chicago och tillbringat flera år med att ströva runt innan han erhöll sin medicinska examen från College of Physicians and Surgeons of Chicago. Som doktor hjälpte han fattiga och sjuka människor – särskilt de med könssjukdomar. Han och Goldman inledde en affär. De delade sin övertygelse om fri kärlek, men medan Reitman hade en rad älskare hade Goldman bara honom. Hon försökte få bukt med sin svartsjuka med tron på hjärtats frihet, men hade stora svårigheter med detta.
Två år senare började Goldman känna sig frustrerad över sin föreläsningspublik. Hon ville "nå de få som verkligen vill lära sig, snarare än de många som kommer för att underhållas". Hon samlade en mängd tal och andra saker hon skrivit för Mother Earth och publicerade en bok med namnet Anarchism and Other Essays. Texterna omfattade en mängd ämnen och Goldman försökte representera "den tjugoen år långa mentala och själsliga kampen". Utöver en omfattande behandling av anarkismen och dess kritiker innehåller boken även texter om patriotism, kvinnlig rösträtt, äktenskap och fängelsestraff.
Då Margaret Sanger, en förespråkare för tillgång till preventivmedel, myntade termen "födelsekontroll" och spred information om olika metoder i juni 1914 i sin tidskrift The Woman Rebel, fick hon kraftigt stöd av Goldman. Sanger arresterades i augusti under Comstocklagarna, som förbjöd spridning av "obscena, liderliga och ohämmat erotiska artiklar" ("obscene, lewd, or lascivious articles") – inklusive information med anknytning till familjeplanering. Även om de senare splittrades i en fråga om otillräckligt stöd, så delade Goldman och Reitman ut kopior av Sangers pamflett Family Limitation (tillsammans med en liknande text av Reitman), och år 1915 genomförde Goldman en landsvid föreläsningsturné, bland annat för att ge kunskap om olika preventiva alternativ. Även om landets inställning i frågan tycktes gå i liberalare riktning, så arresterades Goldman i februari 1916 och åtalades för kränkning av Comstocklagarna. Hon valde att inte betala böterna på hundra dollar och fick därför tillbringa två veckor i fängelsets arbetshus, vilket hon betraktade som en "möjlighet" att återta kontakt med de människor som samhället avvisat.

### Första världskriget

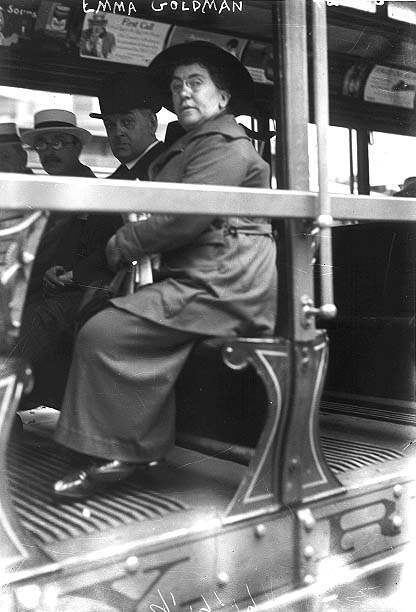
Goldman fängslades i två år för att ha motsatt sig militärtjänst under första världskriget.

Trots att USA:s president Woodrow Wilson valdes om 1916 med sloganen "Han höll oss utanför kriget", så ansåg han i början av sin andra ämbetsperiod att tyska ubåtars aktivitet var en tillräcklig anledning för USA att gå med i första världskriget. Kort därefter klubbade kongressen igenom lagen "Selective Service Act" som krävde att alla män mellan 21 och 30 år skulle inkallas till militärtjänst. Goldman betraktade beslutet som ett exempel på militaristisk aggression, pådrivet av kapitalismen. Hon förklarade i Mother Earth att hon tänkte vägra militärtjänst och dessutom motsätta sig USA:s inblandning i kriget.
Till detta ändamål organiserade Berkman och hon New Yorks No Conscription League, som förklarade: "Vi motsätter oss militärtjänst eftersom vi är internationalister, antimilitarister och motsätter oss alla krig som startas av kapitalistiska regeringar." Gruppen blev en avantegarde-grupp för antimilitaristisk aktivism under kriget, och lokalavdelningar började dyka upp i andra städer. Medan polisen stormade gruppens offentliga möten för att leta efter män som inte hade registrerat sig fokuserade Goldman och andra sin ansträngning på att sprida pamfletter och andra texter. Mitt i landets patriotiska feber vägrade många vänstergrupper att stödja organisationens ansträngningar. Women's Peace Party upphörde med att motsätta sig kriget så fort USA gick med i det. Socialist Party of America intog en officiell ståndpunkt emot USA:s inblandning men stödde Wilson i de flesta lägen.
Den 15 juni 1917 arresterades Goldman och Berkman under en av polisens stormningar av deras kontor, där de fann "en vagnslast av anarkistiska inspelningar och propaganda" till myndigheterna. The New York Times rapporterade att Goldman bad om lov till att byta till en mer passande klädsel, och dök upp iklädd en klänning i "kunglig lila". Paret åtalades för att ha försökt "förmå personer att inte registrera sig" till den nyutfärdade inkallelsen till militärtjänst, och hölls i häkte med en borgensumma på 25 000 dollar var. Goldman agerade försvarsadvokat åt både sig själv och Berkman under rättegången, och hon åberopade första tillägget i USA:s författning, och frågade hur en regering kunde påstå sig strida för demokrati utomlands samtidigt som den undertryckte yttrandefriheten hemma.
| ” | Vi menar att om Amerika har gått med i kriget för att trygga världen för demokrati, så måste hon först trygga demokratin i Amerika. Hur ska världen annars kunna ta Amerika seriöst, när demokratin därhemma varje dag kränks, yttrandefriheten undertrycks, fredliga möten avbryts av högdragna och brutala gangstrar i uniform; när pressfriheten förminskas och varje självständig åsikt förses med munkavle. Så fattiga som vi är på demokrati, hur ska vi kunna ge av den till världen? | „ |

 Juryn såg det hela på ett annorlunda sätt och fann dem skyldiga; domaren Julius Marshuetz Mayer dömde till maximal fängelsedom, nämligen två år, och en bötessumma på 10 000 dollar var, samt öppnade upp för möjligheten till deportering efter att de avtjänat sitt fängelsestraff. På vägen till fängelset i Jefferson City skrev Goldman till en vän: "Två års fängelse för att ha vägrat kompromissa med sina ideal, det var verkligen ett lågt pris."
I fängelset sattes Goldman att arbeta som sömmerska under uppsikt av en "bedrövlig trashank till tjugoettårig pojke fick betalt för att nå resultat". Hon träffade socialisten Kate Richards O'Hare, som även hon fängslats under "Espionage Act". Även om de skiljde sig åt strategiskt – O'Hare trodde på rösträtt för att uppnå politisk makt – så började de två kvinnorna samarbeta för att fordra bättre villkor för de intagna. De båda lärde också känna anarkisten Gabriella Segata Antolini, som satt fängslad för ett planerat sprängdåd. Tillsammans arbetade de tre kvinnorna för bättre villkor för fångarna, och de blev snart kända som "Treenigheten". Goldman frigavs den 27 september 1919.

### Ryssland
När Goldman och Berkman släpptes var USA:s första "röda fara" i full gång; den bolsjevik-ledda ryska revolutionen 1917 hade tillsammans med den ängslan som kriget förde med sig skapat en fientlig stämning gentemot radikaler och icke-medborgare. USA:s justitiedepartements underrättelseavdelning, ledd av J. Edgar Hoover och under justitieministern A. Mitchell Palmers uppsikt, utförde räder mot diverse radikaler. I en promemoria som förbereddes medan de var i fängelse skrev Hoover: "Emma Goldman och Alexander Berkman är utan tvekan två av de farligaste anarkisterna i landet och [en] återkomst till samhället kommer att leda till otillbörlig skada." Även om hennes äktenskap med Jacob Kershner gav henne ett giltigt amerikanskt medborgarskap så använde regeringen lagen från 1918, Anarchist Exclusion Act, för att deportera både Goldman och Berkman till Sovjetunionen, tillsammans med tvåhundra andra personer.
Goldman betraktade den bolsjevikiska revolutionen som ett första positivt steg när den ägde rum. Hon skrev i Mother Earth att trots dess beroende av en kommunistisk stat, så representerade den "the most fundamental, far-reaching and all-embracing principles of human freedom and of economic well-being". När hon och de andra deporterade närmade sig Europa uttryckte hon sin rädsla inför vad som skulle hända. Hon var orolig över det pågående ryska inbördeskriget och över risken att tillfångatas av antibolsjevikiska styrkor. Staten, även om den var antikapitalistisk, utgjorde också ett hot. "Jag kan aldrig för mitt liv arbeta inom Statens begränsningar", skrev hon till sin systerdotter, "bolsjevikisk eller annan."
Denna rädsla skulle snart visa sig vara befogad. Några dagar efter att hon anlänt till Petrograd (St. Petersburg) chockerades hon över att höra en högt uppsatt partimedlem referera till yttrandefriheten som en "borgerlig vidskepelse". Under sina resor runtom i landet fann hon och Berkman förtryck, misskötsel och korruption istället för den jämlikhet och arbetarstyre de hade drömt om. De som ifrågasatte regeringen demoniserades som kontrarevolutionärer, och människor arbetade under hårda förhållanden. De träffade Vladimir Lenin, som försäkrade dem om att regeringens undertryckande av pressfriheten var rättfärdigad. Han sade till dem: "Det kan inte få finnas någon yttrandefrihet under en revolutionär period." Berkman var mer villig att förlåta regeringen för dess handlingar på grund av "historisk nödvändighet", men han anslöt sig så småningom till Goldman i oppositionen mot sovjetstatens auktoritet.
I mars 1921 utbröt strejker i Petrograd och arbetare tog sig ut på gatorna för att kräva bättre matransoner och större självständighet åt fackföreningarna. Goldman och Berkman kände ett ansvar för att stödja strejkarna, och sade: "Att förbli tyst nu är omöjligt, till och med brottsligt." Oroligheterna spred sig till hamnstaden Kronstadt, där ett militärt svar beordrades. I de efterföljande striderna dog sexhundra sjömän, tvåtusen arresterades, och tusentals sovjetsoldater dog. Efter dessa händelser bestämde sig Goldman och Berkman för att det inte fanns någon framtid för dem i landet. Hon skrev: "Vi blir allt mer övertygade om att det inte finns någonting vi kan göra här. Och eftersom vi inte kan uthärda detta inaktiva liv mycket längre, har vi bestämt oss för att lämna landet." I december 1921 lämnade de landet och reste till Lettlands huvudstad Riga. USA:s ombudsman i staden ringde upp politikerna i Washington, som i sin tur började söka efter information om paret hos andra regeringar.
Goldman sökte därefter politisk asyl i Sverige. Hon kom till Stockholm bara några månader efter det riksdagsvalet 1921 där hon inhystes av två unga anarkister, det svensk-norska paret Elise Ottesen-Jensen och Albert Jensen.
Efter tiden i Stockholm flyttade de till Berlin, där de bodde i flera år. Under Berlin-tiden gick Goldman med på att skriva en artikelserie om sin tid i Ryssland i Joseph Pulitzers nyhetstidning New York World. Dessa samlades och ompublicerades senare i bokform som My Disillusionment in Russia (1923) och My Further Disillusionment in Russia (1924).

### England, Kanada och Frankrike

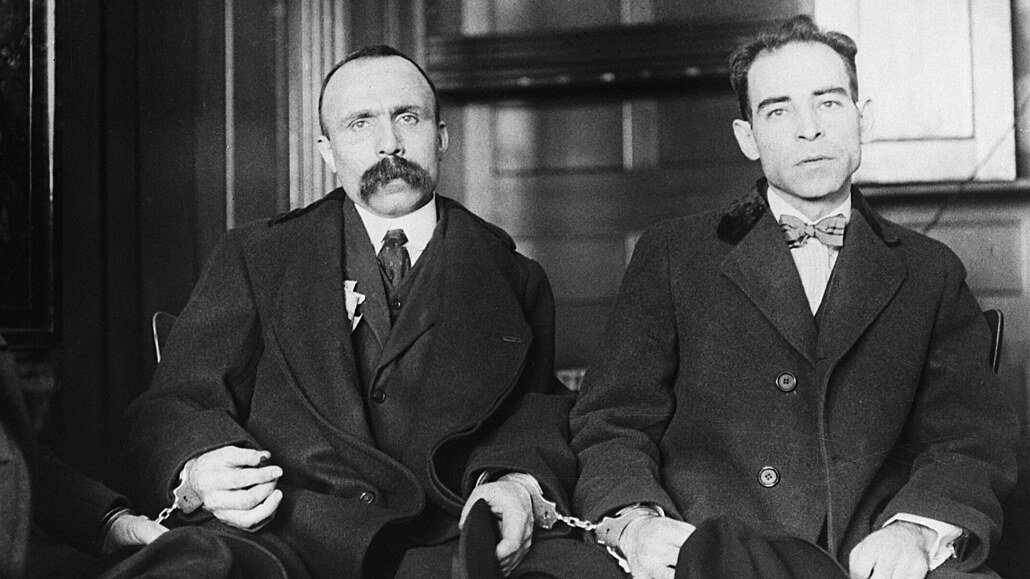
Avrättningarna av de italienska anarkisterna Nicola Sacco (vänster) och Bartolomeo Vanzetti 1927 upprörde Goldman, som vid tiden bodde ensam i Kanada.

Goldman hade svårt att smälta in i den tyska vänsterscenen. Kommunister föraktade henne för hennes anklagelser om Sovjetunionens förtryck och liberaler förlöjligade hennes radikalism. Trots att Berkman stannade kvar i Berlin och hjälpte ryska exilpersoner så flyttade Goldman till London 1924. Författaren Rebecca West arrangerade en välkomstmiddag för henne, där bland annat filosofen Bertrand Russell, författaren H. G. Wells och över tvåhundra andra personer deltog. När hon talade om sin besvikelse över Sovjetunionen chockerades publiken. Vissa lämnade tillställningen; andra läxade upp henne för hennes omogna kritik av samhällsexperimentet. Russell avböjde senare att stötta henne i hennes försök att förändra Sovjetunionen, och förlöjligade hennes anarkistiska idealism, men under själva tillställningen var han den ende som stödde hennes tal.
År 1925 började faran för deportering återigen dyka upp. Goldman räddades av en skotsk anarkist vid namn James Colton, som erbjöd sig att gifta sig med henne och därmed ge henne brittiskt medborgarskap. Trots att de endast var avlägset bekanta accepterade hon, och de gifte sig den 27 juni 1925. Hennes nya status gav henne sinnesfrid och gjorde det möjligt för henne att resa till Frankrike och Kanada. Livet i London var jobbigt för Goldman; hon skrev till Berkman: "Jag är fruktansvärt trött och så ensam och trängtande efter kärlek. Det är en hemsk känsla att komma tillbaka hit efter föreläsningar och inte finna en vänlig själ, ingen som bryr sig om huruvida man är död eller levande." Hon arbetade med analytiska dramastudier, och utökade boken hon publicerat 1914. Men publiken var "förskräcklig" och hon avslutade aldrig sin andra bok inom området.
Goldman reste till Kanada 1927, precis i tid för att höra talas om de förestående avrättningarna av de två italienska anarkisterna Nicola Sacco och Bartolomeo Vanzetti i New York. Hon upprördes av de många oegentligheterna i fallet, och såg det som ännu en rättvisans travesti i USA. Hon längtade efter att delta i de stora demonstrationerna i Boston; minnena från Haymarketmassakern överväldigade henne, instängd som hon var i sin isolering. "Då", skrev hon, "hade jag hela livet framför mig till att ta upp de dödades sak. Nu har jag ingenting."
Hon började skriva sin självbiografi 1928, med stöd av en grupp beundrare, inklusive journalisten H. L. Mencken, poeten Edna St. Vincent Millay och författaren Theodore Dreiser. Hon skaffade sig en stuga i den franska kuststaden Saint-Tropez och tillbringade två år med att berätta om sitt liv. Berkman gav skarpsinnig kritik till de olika utkasten, vilket förbättrade texten till priset av att deras förhållande blev mer spänt. Goldman hade för avsikt att boken, Living My Life, skulle tryckas i en enkel upplaga till ett pris som vanliga arbetare hade råd med (hon satte ett tak på 5 dollar); hennes bokförläggare Alfred A. Knopf lät emellertid trycka boken i två upplagor till ett pris på sammanlagt 7,5 dollar. Goldman blev rasande men kunde inte förändra någonting. Försäljningen gick dåligt, främst på grund av den pågående ekonomiska depressionen, men biblioteken i USA var väldigt intresserade av boken. Den rosades generellt sett av kritikerna; New York Times, The New Yorker och Saturday Review of Literature listade alla boken som en av årets bästa faktaböcker.
År 1933 gavs Goldman tillåtelse att föreläsa i USA under villkor att hon endast talade om drama och sin självbiografi, och inte politik. Hon återvände till New York den 2 februari 1934 och hyllades i allmänhet av pressen – förutom den kommunistiska. Hon omgavs snart av beundrare och vänner, och belägrades av inbjudningar till föreläsningar och intervjuer. Hennes visum gick ut i maj, och hon begav sig till Toronto för att ansöka om ännu ett besök. Detta beviljades emellertid inte, så hon stannade i Kanada och skrev artiklar till amerikanska tidskrifter.
I februari och mars 1936 genomgick Berkman flera prostata-operationer. Han återhämtade krafterna i Nice, där han togs omhand av sin kamrat Emmy Eckstein. Detta innebar att han missade Goldmans sextiosjuårsdag i Saint-Tropez i juni. Hon skrev ett ledsamt brev, som han aldrig hann läsa. Hon fick ett telefonsamtal mitt i natten om att Berkman var djupt plågad. Hon reste genast iväg till Nice, men när hon anlände på morgonen fann hon att han hade skjutit sig själv under natten och låg i koma. Han avled dagen därefter.

### Spanska inbördeskriget
I juli 1936 inledde Spaniens militära regim, ledd av generalen Francisco Franco, en serie strider mot diverse vänsterorganisationer, i synnerhet anarkister och syndikalister. Dessa strider utmynnade snart i spanska inbördeskriget, och i september deltog även Goldman. Hon inbjöds till Barcelona och på ett ögonblick, skrev hon till sin systerdotter, "lämnade på ett magiskt sätt den krossande vikt som tyngt ned mitt hjärta sedan Sashas död." Hon välkomnades av organisationerna Confederación Nacional del Trabajo (CNT) och Federación Anarquista Ibérica (FAI), och levde för första gången i sitt liv i ett samhälle som styrdes av och för anarkister, i enlighet med sanna anarkistiska principer. "Aldrig i hela mitt liv", skrev hon senare, "har jag mötts av sådan varm gästvänlighet, kamratskap och solidaritet." Efter att ha rest runt bland en rad kollektiv i provinsen Huesca, sade hon till en grupp arbetare: "Er revolution kommer för alltid att omintetgöra uppfattningen om att anarkism står för kaos." Hon började redigera den veckoliga CNT-FAI Information Bulletin och svarade på engelskspråkiga brev.
När CNT-FAI anslöt sig till regeringen 1937 började Goldman oroa sig för den spanska anarkismens framtid; anslutningen gick emot anarkismens kärnprinciper om att avhålla sig från statliga strukturer, och – vilket var ännu värre – de gjorde ständigt nya eftergifter till kommuniststyrkorna under förevändningen att man behövde enas mot fascismen. Hon skrev att samarbetet med kommunisterna i Spanien var "ett förnekande av våra kamrater i Stalins koncentrationsläger". Sovjetunionen vägrade att skicka vapen till anarkisterna, och man höll igång desinformationskampanjer bland anarkister i hela Europa och USA. Goldmans tilltro till rörelsen förblev stark och hon återvände till London som en officiell representant för CNT-FAI.
Goldman stöttade entusiastiskt de spanska anarkosyndikalisterna och höll föreläsningar och gav intervjuer. Hon skrev regelbundet för Spain and the World, en tidning som främst fokuserade på inbördeskriget. I maj 1937 attackerade emellertid kommunistledda styrkor flera anarkistiska högfästen och förstörde jordbrukarkollektiv. De allra flesta nyhetstidningar i England och andra platser accepterade rakt av det händelseförlopp som förmedlades av Andra spanska republiken. Den brittiska journalisten George Orwell, som närvarade i Spanien, skrev: "Berättelserna om Barcelonastriderna i maj […] slår allting jag någonsin sett i konsten att ljuga."
Goldman återvände till Spanien i september, men CNT-FAI uppförde sig som människor "i ett brinnande hus". Vad värre var, hade anarkister och andra radikaler runtom i världen vägrat att stötta deras sak. De nationalistiska styrkorna utropade sin seger precis innan Goldman återvände till London. Frustrerad över Englands repressiva atmosfär – som hon kallade "mer fascistisk än fascisterna" – återvände hon till Kanada 1939. Hennes insats för den anarkistiska saken i Spanien glömdes inte bort. På hennes sjuttioårsdag skickade Mariano Vàzquez, CNT-FAI:s förra generalsekreterare, henne ett meddelande från Paris där han hyllade henne och kallade henne "vår andliga moder". Hon kallade det "den vackraste tacksägelse jag någonsin fått".

### Sista åren

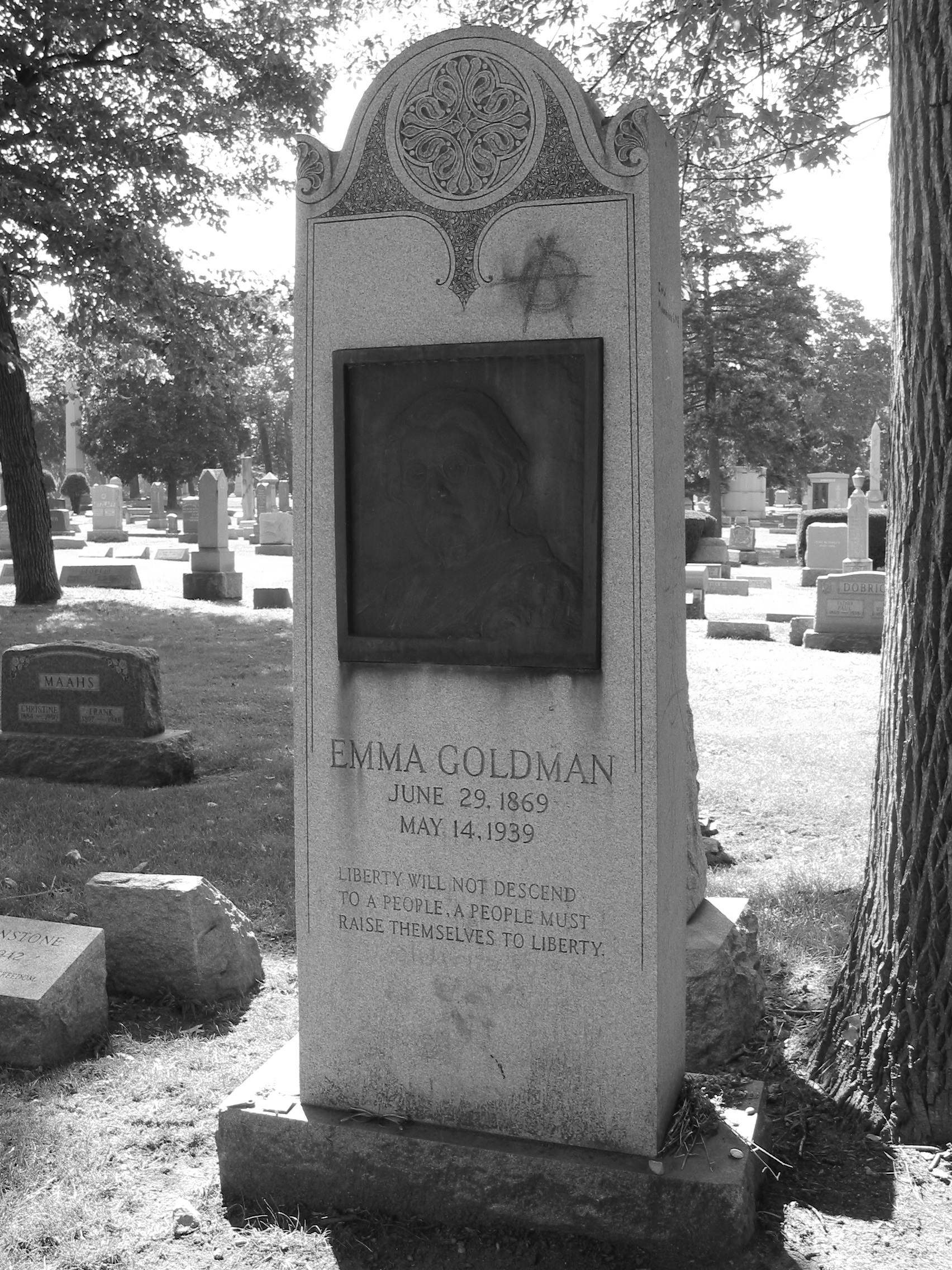
Goldmans grav i German Waldheim Cemetery ligger nära de anarkister som dog under Haymarketmassakern. Notera att årtalet på graven är inkorrekt.

Under tiden andra världskriget började bryta ut i Europa återupptog Goldman sin opposition mot krig påbörjade av stater. "Även om jag avskyr Hitler, Mussolini, Stalin och Franco", skrev hon till en vän, "så skulle jag inte stödja ett krig mot dem och för demokratierna som, i sista hand, endast är maskerade fascister." Hon ansåg att England och Frankrike hade försummat sin chans att motarbeta fascismen, och att det kommande kriget endast skulle resultera i "en ny form av galenskap i världen". Denna ståndpunkt var enormt impopulär, eftersom Hitlers attacker på judiska samhällen ekade genom den judiska diasporan.
Den 17 februari 1940 drabbades Goldman av en stroke. Hennes högra sida förlamades, och även om hennes hörsel förblev god, förlorade hon förmågan att tala. Som en vän beskrev det: "Bara tanken att här var Emma, Amerikas största talare, oförmögen att yttra ett enda ord." Under tre månader blev hon litet bättre, tog emot besökare och pekade under ett tillfälle på sin adressbok för att visa en vän hur denne kunde hitta vänliga kontakter i Mexiko. Hon drabbades av ännu en stroke den 8 maj och avled den 14 maj. USA:s Immigration and Naturalization Service tillät att hennes kropp fördes tillbaka till USA. Hon begravdes i Chicagos German Waldheim Cemetery tillsammans med andra arbetaraktivister och radikaler, i närheten av gravarna där de som avrättades efter Haymarketmassakern vilar.

## Filosofi
Goldman talade och skrev mycket inom en rad frågor. Hon avvisade ortodoxi och fundamentalism, och var en viktig bidragsgivare inom flera områden inom modern politisk filosofi. Hon influerades av en rad olika tänkare, inklusive Michail Bakunin, Henry David Thoreau, Pjotr Kropotkin, Ralph Waldo Emerson, Nikolaj Tjernysjevskij och Mary Wollstonecraft. En annan filosof som inspirerade Goldman var Friedrich Nietzsche. I sin självbiografi skrev hon: "Nietzsche var inte en socialteoretiker, utan en poet, en rebell och innovatör. Hans aristokrati kom varken från födseln eller från börsen; det var anden. I den meningen var Nietzsche en anarkist, och alla sanna anarkister var aristokrater."

### Anarkism
Anarkismen var central i Goldmans världssyn och hon anses idag vara en av dess mest betydelsefulla representanter i historien. Hon drogs först till rörelsen under förföljelsen av anarkister efter Haymarketmassakern 1886, och började därefter att regelbundet skriva och tala om den. Emma Goldman definierade anarkism så här:
Anarkismen ... står för det mänskliga sinnets befrielse från religionens herravälde; den mänskliga kroppens befrielse från egendomens herravälde; befrielse från regeringens bojor och tvång. Anarkism står för en social ordning baserad på självständiga grupperingar av individer med avsikten att producera verkligt socialt välstånd. En ordning som garanterar varje människa fri tillgång till jorden och fullt åtnjutande av livets nödvändigheter i enlighet med individuella önskningar, smaker och böjelser.

Goldmans anarkism var kraftigt personlig. Hon ansåg att det var nödvändigt för anarkistiska tänkare att leva i enlighet med sina övertygelser, och uttrycka dessa i varje handling och ord. Hon skrev en gång: "Jag bryr mig inte om huruvida en persons teori för morgondagen är korrekt, jag bryr mig om huruvida hans inställning för idag är korrekt." Anarkism och fritt samarbete var hennes reaktion mot statlig kontroll och kapitalism. "Det tycks som att dessa är de nya livsformerna", skrev hon, "och att de kommer att ta de gamlas plats, inte genom predikan eller röstning, utan genom att leva dem." Samtidigt ansåg hon att rörelsen för mänsklig frihet måste befolkas av frigjorda människor. Under en danskväll tillsammans med några andra anarkister blev hon utskälld av en kamrat för sitt bekymmerslösa beteende. I sin självbiografi skrev Goldman:
Jag sade åt honom att sköta sina egna affärer, jag var trött på att alltid få Saken kastad i ansiktet på mig. Jag trodde inte att en Sak som stod för ett vackert ideal, för anarkism, för befrielse och frihet från konventioner och fördomar skulle kräva förnekelse av liv och glädje. Jag vidhöll att Saken inte kunde räkna med att jag skulle bli nunna och rörelsen förvandlas till ett kloster. Om detta var Sakens innebörd var jag inte intresserad av den. 'Jag vill ha frihet, rätt till självförverkligande, allas rätt till vackra, strålande ting.' "

#### Kapitalism
Goldman ansåg att det ekonomiska systemet kapitalismen är oförenligt med mänsklig frihet. "Det enda krav som egendom erkänner", skrev hon i Anarchism and Other Essays, "är dess glupska aptit för större rikedom, eftersom rikedom innebär makt; makten att undertrycka, att krossa, att exploatera, makten att förslava, att begå övergrepp, att förnedra." Hon argumenterade även för att kapitalismen avhumaniserade arbetarna och "förvandlar producenten till blott en kugge i hjulet, med mindre vilja och självbestämmande än hans mästare av stål och järn."
Ursprungligen motsatte sig Goldman allting som inte var en fullständig revolution, men en gång utmanades hon av en äldre arbetare på första raden. Hon skrev i sin självbiografi:
Han sade att han förstod min otålighet med sådana små krav som ett par färre timmar om dagen, eller ett par dollar mer i veckan. Men vad skulle män i hans ålder göra? De skulle sannolikt inte leva till den dagen då det kapitalistiska systemet avskaffas. Skulle de också avstå från det befriande målet på två färre timmar om dagen av det hatade arbetet? Det var allt de kunde hoppas få se förverkligas under sin egen livstid.
 Goldman insåg att smärre förbättringar som högre löner och kortare arbetstider kunde vara delar av den sociala revolutionen.

#### Taktik
Bland de taktiker som Goldman förespråkade var riktat våld. Under sina tidiga år ansåg hon att våldsanvändning, även om det var motbjudande, kunde vara effektivt som medel. Hon förespråkade handlingens propaganda – attentat som utförs i syfte att uppväcka massan till revolt. Hon stöttade sin partner Alexander Berkmans försök att mörda industrimagnaten Henry Clay Frick, och bad till och med om att få deltaga. Hon ansåg att Fricks åtgärder under Homestead-strejken var avskyvärda och att hans död skulle åstadkomma ett positivt resultat hos arbetarklassens kampvilja. "Ja", skrev hon senare i sin självbiografi, "målen helgar medlen". Även om hon aldrig gav sitt uttryckliga stöd för Leon Czolgosz mord på USA:s president William McKinley så försvarade hon hans ideal och ansåg att sådana handlingar var naturliga konsekvenser av repressiva institutioner. Som hon skrev i "The Psychology of Political Violence": "de samlade krafterna i vårt sociala och ekonomiska liv som kulminerar i våldshandlingar liknar atmosfärens förskräcklighet, som manifesteras i stormar och blixtar."
Goldmans våldsbejakande inställning mildrades med åren, även om hon aldrig helt tog avstånd från ungdomshandlingar och uttalanden, och hon upphörde aldrig att uttrycka sin aktning för anarkistiska aktivister som valde våldsmedel som uttryckssätt. När hon efter exiltiden i Ryssland reflekterade över hur våldet institutionaliserats i bolsjevikernas version av marxism beklagade hon hur "medel och mål snart blir identiska". I slutordet till My Disillusionment in Russia skrev hon: "Det finns inget större felslut än tron att mål och syften är en sak, medan metoder och taktik är en annan. […] De använda medlen blir, genom individuell vana och socialt bruk, del av det slutgiltiga ändamålet."
Hon såg ändå staten som i grund och botten ett verktyg för kontroll och dominans. Som en konsekvens av denna syn ansåg hon att röstning i bästa fall var oanvändbart och i värsta fall farligt. Hon skrev att röstning ger en illusion av deltagande samtidigt som den döljer beslutsprocessens sanna struktur. Goldman förespråkade istället riktat motstånd i form av strejker, protester och "direkt aktion mot vår moraliska kodex inkräktande och klåfingriga auktoritet". Hon vidhöll sin antiröstningsståndpunkt även när många anarkosyndikalister i 1930-talets Spanien röstade för upprättandet av en liberal republik. Goldman skrev att den makt som anarkisterna kunde utöva som ett röstblock istället borde användas till att strejka i hela landet.

### Feminism och sexualitet
Emma Goldman såg problem med feminismens rösträttsmål: kvinnan som uppnår rätten att rösta sätter ej den rådande politiska ordningen ifråga – hon stärker den. Ett av huvudargumenten som framfördes av förespråkare för kvinnlig rösträtt var att kvinnan skulle "förädla och förfina" politiken, men Goldman förhöll sig skeptisk och menade att ett sådant antagande vore att tillskriva henne övernaturliga krafter. Hon såg också en risk att den omedelbara effekten av kvinnors röstande skulle bli fler konservativa röster eftersom suffragiströrelsen i stor utsträckning engagerade kvinnor ur medelklassen. Men Goldman försvarade passionerat kvinnors rättigheter och ståndpunkten att kvinnor är likvärdiga män. Idag betraktas Emma Goldman av många som den ursprungliga anarkafeministen. År 1897 skrev hon: "Jag kräver kvinnans självständighet, hennes rätt att klara sig själv; att leva för sig själv, att älska vem hon vill, eller så många hon vill. Jag kräver båda könens frihet, handlingsfrihet, frihet vad gäller kärlek och frihet i moderskap."
Emma Goldmans erfarenhet som barnmorska och sjuksköterska på Lower East Side där frekventa graviditeter var en källa till misströstan för många kvinnor, och riskabla aborter en tragisk konsekvens av sociala missförhållanden, gjorde henne till en av de första och mest oförtrutna förespråkarna för barnbegränsning i USA. Goldman förespråkade också fri kärlek, och kritiserade starkt det institutionaliserade äktenskapet. Hon ansåg att tidiga feminister lät sig begränsas och att de var bundna av de sociala krafterna puritanism och kapitalism. Hon skrev: "Vi är i behov av att de gamla traditionerna, och vanorna vittrar bort. Rörelsen för kvinnors frigörelse har än så länge endast tagit första steget i den riktningen."
Goldman ansåg att homosexuell kärlek skulle vara fri, vilket vid den tiden var en ovanlig åsikt också bland anarkister. Den tyske sexologen Magnus Hirschfeld skrev om Goldman att "hon var den första och enda kvinnan, egentligen den första och enda amerikanen, som försvarade homosexuell kärlek offentligt." I en mängd tal och brev försvarade Goldman rätten att älska vem man vill och hon fördömde stigmatiseringen av homosexualitet. 1923 skrev hon i ett brev till Hirschfeld: "Det är en tragedi, känner jag, att människor av en annan sexuell läggning hålls fångna i en värld som visar så lite förståelse för homosexuella och är så skarpt likgiltig för olika nyanser och variationer i kön och hur mycket dessa betyder i livet."

### Andra frågor

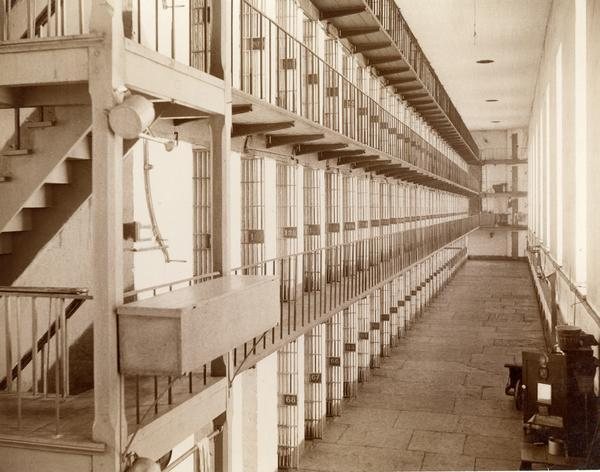
Fängelser är ett "socialt brott och misslyckande" enligt Goldman.

Som anarkist brann Goldman även för en rad frågor om mänskliga rättigheter, särskilt yttrandefrihet och fängelsereformer. Hon förföljdes för sitt förespråkande av anarkism och motstånd till första världskriget, och hon såg yttrandefrihet som ett grundläggande villkor för social förändring. Hennes uttalade förespråkande av sina ideal, även under hårda tider, inspirerade Roger Baldwin, en av grundarna av American Civil Liberties Union.
Goldman betraktade kriminalitet som en naturlig utväxt från ett orättvist ekonomiskt system. I sin essä "Prisons: A Social Crime and Failure", citerar hon 1800-talsförfattarna Fjodor Dostojevskij och Oscar Wilde, och skriver: "År efter år släpper fängelsehelvetenas portar ut en utmärglad, deformerad, viljelös, skeppsbruten besättning av mänskligheten, med Kain-märket på sina pannor, sina hopp krossade, alla sina naturliga lustar omintetgjorda. Endast hunger och omänsklighet välkomnar dem, och dessa offer sjunker snart tillbaka till kriminaliteten som enda livsform."

Goldman var en hängiven ateist, och betraktade religion som ett av flera kontroll- och dominansinstrument. Hennes artikel "The Philosophy of Atheism" innehåller ett långt citat av Bakunin, och hon tillägger:
Medvetet eller omedvetet ser de flesta ateister i gudar och djävlar, himmel och helvete, belöning och straff, en piska att slå med till lydnad, ödmjukhet och belåtenhet. […] Ateismens filosofi uttrycker det mänskliga medvetandets expansion och utveckling. Teismens filosofi, om vi kan kalla den en filosofi, är statisk och fixerad.
 I artiklar som "The Hypocrisy of Puritanism" och ett tal med namnet "The Failure of Christianity", skapade sig Goldman ett stort antal fiender i religiösa grupper, genom att attackera deras moralistiska attityder och ansträngningar att kontrollera mänskligt beteende. Hon anklagade kristendomen för att vara "förevigandet av ett slavsamhälle", och hävdade att den befaller individers handlingar på jorden och erbjuder fattiga människor ett falskt hopp om en riklig framtid i himlen. Hon var också kritisk till sionismen, som hon såg som ännu ett misslyckat experiment i statlig kontroll.

## Eftermäle

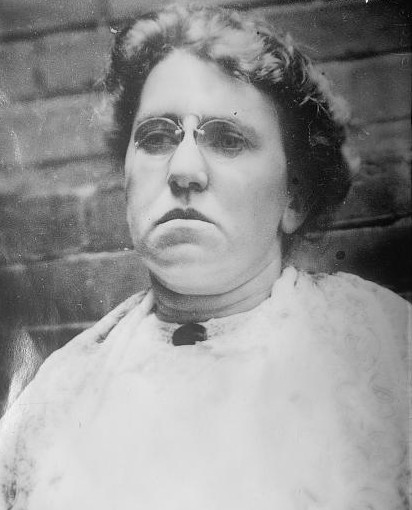
Goldmans porträtt har reproducerats på otaliga väggar, klädesplagg, klistermärken och affischer som en frihetens ikon, ofta tillsammans med en parafrasering av hennes idéer: "Om jag inte får dansa så vill jag inte vara med i er revolution."

Goldman var välkänd under sitt liv och beskrevs bland annat som "den farligaste kvinnan i Amerika". Efter sin död och genom mitten av 1900-talet dalade hennes berömmelse. Anarkistiska akademiker och historiker såg henne som en stor talare och aktivist, men såg henne inte som en filosofisk eller teoretisk tänkare i stil med exempelvis Pjotr Kropotkin.
År 1970 återutgav Dover Press hennes biografi, Living My Life, och 1972 gav feministförfattaren Alix Kates Shulman ut en samling av Goldmans texter och tal, under titeln Red Emma Speaks. Dessa verk gav Goldmans liv och författarskap en större publik, och hon var av intresse i synnerhet för den andra feministiska vågen under 1900-talet. Shulman tillfrågades 1973 om ett citat av Goldman, som hennes vän kunde trycka på en t-shirt. Hon skickade honom ett utdrag från Living My Life om "frihet, rätt till självförverkligande, allas rätt till vackra, strålande ting"; Shulmans vän hittade på en parafrasering som skulle bli ett av Goldmans mest berömda citat, även om hon själv aldrig sade eller skrev det: "Om jag inte får dansa så vill jag inte vara med i er revolution." Variationer av denna sentens har dykt upp på tiotusentals t-shirts, knappar, affischer, bildekaler, kaffemuggar, hattar och andra föremål. Även om orden inte uttryckligen är Goldmans egna så fångar de andan i hennes tro på personlig frihet och uttryck.
1970-talets kvinnorörelse som "återupptäckte" Goldman hade en parallell motsvarighet inom anarkismen, som påbörjades i slutet av 1960-talet. Denna nya anarkistvåg återupptäckte och återuppväckte en rad tidiga anarkister. Feminismens tillväxt ledde också till vissa omvärderingar av Goldmans filosofiska verk, och akademiker pekade på betydelsen av hennes bidrag till anarkismen. Goldmans tro på estetikens värde kan exempelvis ses i den senare influensen hos anarkism och konst. Goldman tillskrivs idag även stor betydelse för att ha influerat och breddat anarkismens aktivism till att innefatta även sexuell frihet, reproduktiva rättigheter och yttrandefrihet.
Goldman har porträtterats i en rad skönlitterära verk under åren, varav det kanske mest välkända är Maureen Stapleton, som vann en Oscar för bästa kvinnliga biroll för sin roll som Goldman i Reds. Bland de betydelsefulla dramatiseringarna av hennes liv kan nämnas Howard Zinns pjäs Emma, Martin Dubermans Mother Earth (1991), Jessica Litwaks pjäs Emma Goldman: Love, Anarchy, and Other Affairs (Goldmans förhållande med Berkman och hennes arrestering i samband med mordet på McKinley), en pjäs av Lynn Rogoff Love Ben, Love Emma (Goldmans förhållande med Reitman) och Ethel Mannins roman Red Rose (1941).
En rad organisationer har använt hennes namn till minne av henne. Emma Goldman Clinic i Iowa City använde hennes namn "som ett erkännande av hennes utmanande inställning". Emma Goldman Cooperative House i Madison, Wisconsin (delavdelning av Madison Community Cooperative) tog också hennes namn, och beskriver sig självt som "hängiven förespråkandet av ett hållbart och socialt rättvist samhälle".

## Verk
Goldman var en produktiv författare. Hon skrev oräkneliga pamfletter och artiklar inom en rad ämnen. Hon författade även sex böcker, inklusive sin självbiografi, Living My Life, och en biografi över en annan amerikansk anarkist, Voltairine de Cleyre, som Goldman kallat "den mest begåvade och briljanta anarkistkvinna Amerika någonsin alstrat".

### Böcker av Goldman
- Anarchism and Other Essays. New York: Mother Earth Publishing Association, 1910.
- The Social Significance of the Modern Drama. Boston: Gorham Press, 1914. Finns i elektronisk utgåva från Projekt Runeberg.
- My Disillusionment in Russia. Garden City, New York: Doubleday, Page and Co., 1923.
- My Further Disillusionment in Russia. Garden City, New York: Doubleday, Page and Co., 1924.
- Living My Life. New York: Knopf, 1931.
- Voltairine de Cleyre. Berkeley Heights, N.J.: Oriole Press, 1932.

### Redigerade samlingar
- Anarkistiska minnen, urval (ur Living My Life) och efterord: Michael Helm, översättning Suzanne Almqvist, Bokförlaget Korpen, Göteborg 1980
- Red Emma Speaks: Selected Writings and Speeches. New York: Random House, 1972. ISBN 0-394-47095-8
- Emma Goldman: A Documentary History Of The American Years, Volume 1 – Made for America, 1890-1901. Berkeley: University of California Press, 2003. ISBN 0-520-08670-8.
- Emma Goldman: A Documentary History Of The American Years, Volume 2 – Making Speech Free, 1902-1909. Berkeley: University of California Press, 2004. ISBN 0-520-22569-4.